# Перетц, Абрам Израилевич
Абрам Израилевич Перетц (18 (29) мая 1771, Любартов, Люблинское воеводство, Речь Посполитая — 28 июня (10 июля) 1833, Санкт-Петербург, Российская империя) — еврейский общественный деятель Российской империи, винный откупщик, подрядчик и поставщик армии и флота, коммерции советник (1801). 

## Биография
Сын раввина в Любартове, женился на Саре, дочери Иосии (Иошуа) Цейтлина (1742—1822), крупнейшего авторитета в области талмудической литературы и одного из первых в России приверженцев Гаскалы, коммерческого агента и управляющего светлейшего князя Г. А. Потемкина.
В конце 1790-х гг. А. И. Перетц выдвинулся как подрядчик по кораблестроению. 6 марта 1799 года он совместно с херсонским купцом Н. Щтиглицем заключил контракт с правительством на откуп крымской соли, в связи с чем появилась поговорка «где соль, там и Перетц». Павел I 4 марта 1801 года, за несколько дней до государственного переворота, пожаловал ему звание коммерции советника.
В последний день правления Павла I, 11 марта 1801 года, постановлением Сената были приняты «кондиции», предоставляющие Перетцу и Штиглицу исключительное право на 8 лет поставлять крымскую соль «вместо заимствующей доселе из заграничных мест» в Подольскую, Волынскую, Минскую, Литовскую и Белорусскую губернии. Но уже в мае этого же года Александром I было утверждено решение Сената «об уничтожении контракта, заключённого с коммерции советником Перетцом и херсонским купцом Штиглицом». Уничтожение контракта на поставку соли мотивировалось тем, что «Перетц и Штиглиц… оную продают высокими ценами; а для отвращения понижения оных вольнопромышленникам, приезжающим к [крымским] озёрам для получения соли, делают разные притеснения», а сохранение контракта «послужит токмо к продолжению народного отягощения».
В конце 1790-х гг. вместе со своим другом, обучавшим его русскому языку, Л. Неваховичем переехал из Шклова в Санкт-Петербург; жена с двумя детьми, сыном Гиршем (Григорием) и дочерью Цирелью, осталась в Шклове. В Петербурге Перетц имел большие связи в высших кругах русского общества; был особенно близок со Сперанским. Когда в 1802 году в Петербурге был образован комитет для составления законодательства о евреях, Перетц, вероятно, был одним из основных консультантов членов комитета.
В 1803 году он перевез из имения деда Устье (Могилевская губерния) в Санкт-Петербург своего старшего сына Гирша (Григория), будущего участника декабристского движения, которого сопровождал его учитель — известный маскил Мендель Лефин (Сатановер).
Во время войны 1812—1814 гг. Перетц вложил крупные средства в организацию продовольственного снабжения русской армии. Поскольку истощенная войной казна задерживала платежи и не выполняла своих обязательств по контрактам, Перетц понёс серьёзные убытки на поставках провианта в порты Балтийского моря для войск, дислоцированных в Бессарабии, по подрядам на постройку военного корабля в Николаеве, на поставках соли и питейных откупах и был вынужден объявить себя банкротом (имущество Перетца было продано за полтора миллиона рублей, в то время как его претензии к казне, составляли четыре миллиона).
Похоронен в Санкт-Петербурге на Волковом лютеранском кладбище.

## Семья
Потомки от первого брака:
- Перетц, Григорий Абрамович (1788—1855) — участник декабристского движения.
  - Перетц, Григорий Григорьевич (1823—1883) — секретный агент III отделения; педагог, писатель.
  - Перетц, Николай Григорьевич (1846—1875) — педагог, писатель.
    - Перетц, Владимир Николаевич (1870—1935) — русский и советский филолог.

В 1811 году Перетц перешёл в лютеранство и вступил во второй брак с Каролиной де Сомбр (1790—1853), с которой имел четырёх сыновей и пять дочерей.
- Александр (1814—1872), окончивший в 1833 году Институт корпуса горных инженеров, был позже начальником штаба Корпуса горных инженеров и членом Совета Министра финансов.
- Николай (1821—1862), также окончил Институт корпуса горных инженеров (в 1844) и был инспектором классов Санкт-Петербургского технологического института.
- Константин (1829—1852) — умер в возрасте 22 лет.
- Егор (1833—1899) окончил юридический факультет Петербургского университета и стал в своё время государственным секретарём, закончив служебную деятельность членом Государственного совета.
- Александра (1812—1892)
- Эмилия (1815—1878) — жена генерал-лейтенанта барона А. А. Икскуль-Гиндельбандта;
- Мария (1817—1901) — жена сенатора барона А. Ф. фон Гревеница;
- Софья (1824—1901);
- Ольга (?—1918)[5].

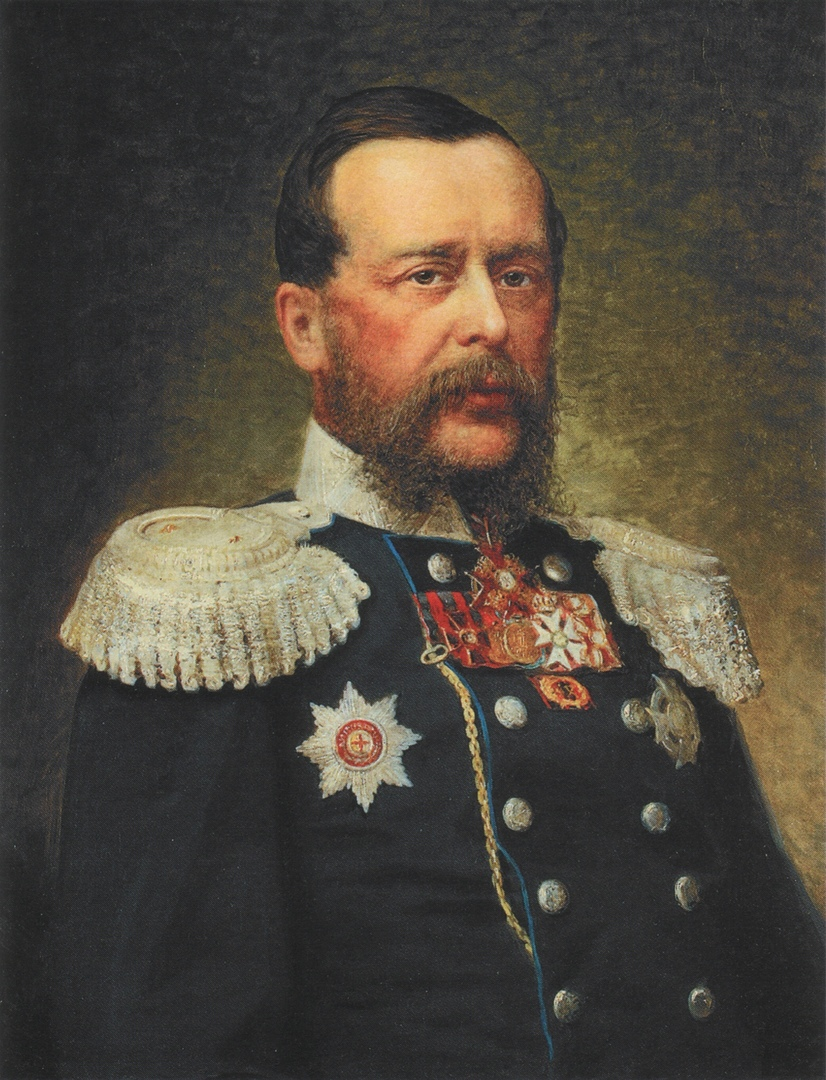
Александр Абрамович
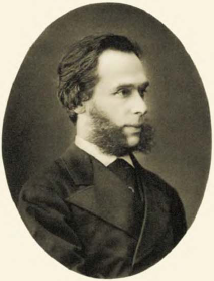
Егор Абрамович

## Адреса в Санкт-Петербурге
- 1799—1806 — Дом Чичерина (дом Перетца) — Невский пр., 15.